# UK Championship
UK Championship – rankingowy turniej snookerowy rozgrywany. Jest jednym z najbardziej prestiżowych turniejów rankingowych zaliczany do cyklu tzw. „Potrójnej Korony” (Mistrzostwa Świata, UK Championship, Masters).

## Historia
Początki turnieju sięgają 1977 roku, ale na początku wyłączenie obywatele Wielkiej Brytanii mogli w nim uczestniczyć. Zmieniło się to w 1984, kiedy to turniej został otwarty dla wszystkich profesjonalnych graczy i nadano mu status turnieju rankingowego. Był to wówczas turniej z największą liczbą punktów rankingowych turze poza samymi mistrzostwami. Pierwszym graczem spoza Europy, który zwyciężył w turnieju stał się Ding Junhui, który w 2005 roku pokonał w finale Steve'a Davisa.
Od 1993 zredukowano liczbę frejmów potrzebnych do wygrania meczu – w finale rozgrywa się ich 19 (do 10 wygranych). Natomiast od 2011 dodatkowo zmniejszono liczbę frejmów potrzebnych do wygrania meczów we wszystkich rundach aż do ćwierćfinałów włącznie – obecnie gra się ich maksymalnie 11 (czyli do 6 wygranych). W sezonie 2007/2008 zawody przeniesiono z macierzystego Yorku do hali Telford International Centre, jednak w sezonie 2011/2012 rozgrywki powróciły do Yorku. 
Do sezonu 2012/13 w fazie telewizyjnej brała udział najlepsza 16-tka rankingu oficjalnego oraz szesnastu zawodników, którzy z powodzeniem przebrnęli przez kwalifikacje. W sezonie 2013/14 uległ zmianie system rozgrywania UK Championship. W turnieju głównym oglądamy 128 zawodników – zawodowców i amatorów. Potencjalny zwycięzca musi zatem stawić czoła siedmiu rywalom.
Obecnie aż do fazy półfinałowej mecze rozgrywane są do sześciu wygranych frejmów. W finale do odniesienia triumfu należy zapisać na swoim koncie dziesięć frejmów. 
W całej historii turnieju, w zawodach zdobyto 11 breaków maksymalnych, a także 2 w kwalifikacjach do tego turnieju. W sezonie 2013/2014 podczas półfinałowego spotkania, Mark Selby wbił historycznego, setnego, oficjalnego maksa w historii profesjonalnych turniejów.
Najczęściej w turnieju zwyciężał Ronnie O’Sullivan (8-krotnie).

## Nagrody pieniężne
Nagrodą za pierwsze miejsce jest £250 000 (około 1 250 000 zł), za drugie miejsce £100 000 (około 500 000 zł). Za maksymalnego breaka – £40 000 (około 200 000 zł), a za najwyższego breaka w turnieju – £15 000 (około 75 000 zł).

## Triumfatorzy
| Rok           | Zwycięzca         | Przeciwnik        | Wynik         | Sezon         |
| nierankingowe | nierankingowe     | nierankingowe     | nierankingowe | nierankingowe |
| ------------- | ----------------- | ----------------- | ------------- | ------------- |
| 1977          | Patsy Fagan       | Doug Mountjoy     | 12 – 9        | 1977/78       |
| 1978          | Doug Mountjoy     | Dennis Taylor     | 15 – 9        | 1978/79       |
| 1979          | John Virgo        | Terry Griffiths   | 14 – 13       | 1979/80       |
| 1980          | Steve Davis       | Alex Higgins      | 16 – 6        | 1980/81       |
| 1981          | Steve Davis       | Terry Griffiths   | 16 – 3        | 1981/82       |
| 1982          | Terry Griffiths   | Alex Higgins      | 16 – 15       | 1982/83       |
| 1983          | Alex Higgins      | Steve Davis       | 16 – 15       | 1983/84       |
| rankingowe    |                   |                   |               |               |
| 1984          | Steve Davis       | Alex Higgins      | 16 – 8        | 1984/85       |
| 1985          | Steve Davis       | Willie Thorne     | 16 – 14       | 1985/86       |
| 1986          | Steve Davis       | Neal Foulds       | 16 – 7        | 1986/87       |
| 1987          | Steve Davis       | Jimmy White       | 16 – 14       | 1987/88       |
| 1988          | Doug Mountjoy     | Stephen Hendry    | 16 – 12       | 1988/89       |
| 1989          | Stephen Hendry    | Steve Davis       | 16 – 12       | 1989/90       |
| 1990          | Stephen Hendry    | Steve Davis       | 16 – 15       | 1990/91       |
| 1991          | John Parrott      | Jimmy White       | 16 – 13       | 1991/92       |
| 1992          | Jimmy White       | John Parrott      | 16 – 9        | 1992/93       |
| 1993          | Ronnie O’Sullivan | Stephen Hendry    | 10 – 6        | 1993/94       |
| 1994          | Stephen Hendry    | Ken Doherty       | 10 – 5        | 1994/95       |
| 1995          | Stephen Hendry    | Peter Ebdon       | 10 – 3        | 1995/96       |
| 1996          | Stephen Hendry    | John Higgins      | 10 – 9        | 1996/97       |
| 1997          | Ronnie O’Sullivan | Stephen Hendry    | 10 – 6        | 1997/98       |
| 1998          | John Higgins      | Matthew Stevens   | 10 – 6        | 1998/99       |
| 1999          | Mark J. Williams  | Matthew Stevens   | 10 – 8        | 1999/00       |
| 2000          | John Higgins      | Mark J. Williams  | 10 – 4        | 2000/01       |
| 2001          | Ronnie O’Sullivan | Ken Doherty       | 10 – 1        | 2001/02       |
| 2002          | Mark J. Williams  | Ken Doherty       | 10 – 9        | 2002/03       |
| 2003          | Matthew Stevens   | Stephen Hendry    | 10 – 8        | 2003/04       |
| 2004          | Stephen Maguire   | David Gray        | 10 – 1        | 2004/05       |
| 2005          | Ding Junhui       | Steve Davis       | 10 – 6        | 2005/06       |
| 2006          | Peter Ebdon       | Stephen Hendry    | 10 – 6        | 2006/07       |
| 2007          | Ronnie O’Sullivan | Stephen Maguire   | 10 – 2        | 2007/08       |
| 2008          | Shaun Murphy      | Marco Fu          | 10 – 9        | 2008/09       |
| 2009          | Ding Junhui       | John Higgins      | 10 – 8        | 2009/10       |
| 2010          | John Higgins      | Mark J. Williams  | 10 – 9        | 2010/11       |
| 2011          | Judd Trump        | Mark Allen        | 10 – 8        | 2011/12       |
| 2012          | Mark Selby        | Shaun Murphy      | 10 – 6        | 2012/13       |
| 2013          | Neil Robertson    | Mark Selby        | 10 – 7        | 2013/14       |
| 2014          | Ronnie O’Sullivan | Judd Trump        | 10 – 9        | 2014/15       |
| 2015          | Neil Robertson    | Liang Wenbo       | 10 – 5        | 2015/16       |
| 2016          | Mark Selby        | Ronnie O’Sullivan | 10 – 7        | 2016/17       |
| 2017          | Ronnie O’Sullivan | Shaun Murphy      | 10 – 5        | 2017/18       |
| 2018          | Ronnie O’Sullivan | Mark Allen        | 10 – 6        | 2018/19       |
| 2019          | Ding Junhui       | Stephen Maguire   | 10 – 6        | 2019/20       |
| 2020          | Neil Robertson    | Judd Trump        | 10 – 9        | 2020/21       |
| 2021          | Zhao Xintong      | Luca Brecel       | 10 – 5        | 2021/22       |
| 2022          | Mark Allen        | Ding Junhui       | 10 – 7        | 2022/23       |
| 2023          | Ronnie O’Sullivan | Ding Junhui       | 10 – 7        | 2023/24       |
| 2024          | Judd Trump        | Barry Hawkins     | 10 – 8        | 2024/25       |